# 강진우 (프로게이머)
강진우(1991년 7월 17일 ~ )은 대한민국의 전직 크레이지레이싱 카트라이더, 카트라이더 러쉬플러스 프로게이머이다. 현재는 e스포츠 지도자로 활동하고 있다.

## 선수 시절

### 카트라이더
2006년, 넥슨 카트라이더 4차리그에 출전하면서 프로 커리어를 시작했다. 데뷔 시즌에 우승을 달성하면서 로열로더가 되었다.
2016년 11월 5일, 듀얼 레이스 1 시즌을 끝으로 은퇴했다.
이후 2019 KT 5G 멀티뷰 카트라이더 리그 시즌 2에 김대겸, 김택환, 한상현, 이중대와 함께 팀전 예선에 출전하였으나, 탈락했다. 이후 시즌 중 개최된 글로벌 슈퍼 매치에서 DooDooKa 팀으로 출전했다. 최종 4위를 기록했다.
2019년 8월 24일, 2019 글로벌 슈퍼매치를 끝으로 은퇴했다.

### 카트라이더 러쉬플러스
2021년 6월 26일, 2021 KRPL 시즌 1 개인전 예선을 통과하면서 커리어를 시작했다. 최종 19위를 기록했다.
이후, 2021 KRPL 시즌 2 팀전에 이랜드그룹에서 창단할 예정이었던 코코몽 라이더스 팀에 입단이 확정되었으나, 재정적 문제로 무산되었다. 리그 참가 신청 마감 이후 은퇴를 선언했다.

## 지도자 생활
2022년 1월 27일, 빅픽처인터렉티브가 운영하는 게임코치 아카데미의 카트라이더 및 카트라이더 러쉬플러스 부문 코치로 선임되었다.

## 소속팀

### 선수
| # | 팀명     | 소속 기간               | 비고 |
| - | -------- | ----------------------- | ---- |
| 1 | 모더타임 | 2014.02.08 ~ 2014.03.29 |      |
| 2 | 팀 DRM   | 2016.08.06 ~ 2016.11.05 |      |
| 3 | DooDooKa | 2019.07.27 ~ 2019.08.24 |      |

### 지도자
| # | 팀명              | 직책 | 소속 기간    | 비고 |
| - | ----------------- | ---- | ------------ | ---- |
| 1 | 게임코치 아카데미 | 코치 | 2022.01.27 ~ |      |

## 수상 내역

### 선수
공식 대회 우승 2회, 준우승 3회
- 2006 넥슨 카트라이더 4차리그 우승
- 2007 곰TV컵 카트라이더 6차리그 우승
- 2007 초코송이컵 카트라이더 7차리그 준우승
- 2008 버디버디컵 카트라이더 10차리그 준우승
- 2011 넥슨 카트라이더 팀 스피릿 준우승